# Centar Župa
Centar Župa (mazedonisch Центар Жупа; türkisch Merkez Jupa; albanisch Qendër Zhupë) ist ein Dorf im Westen von Nordmazedonien, welches mehrheitlich von Türken bewohnt wird. Es ist gleichzeitig der Sitz der gleichnamigen Opština.

## Geographie

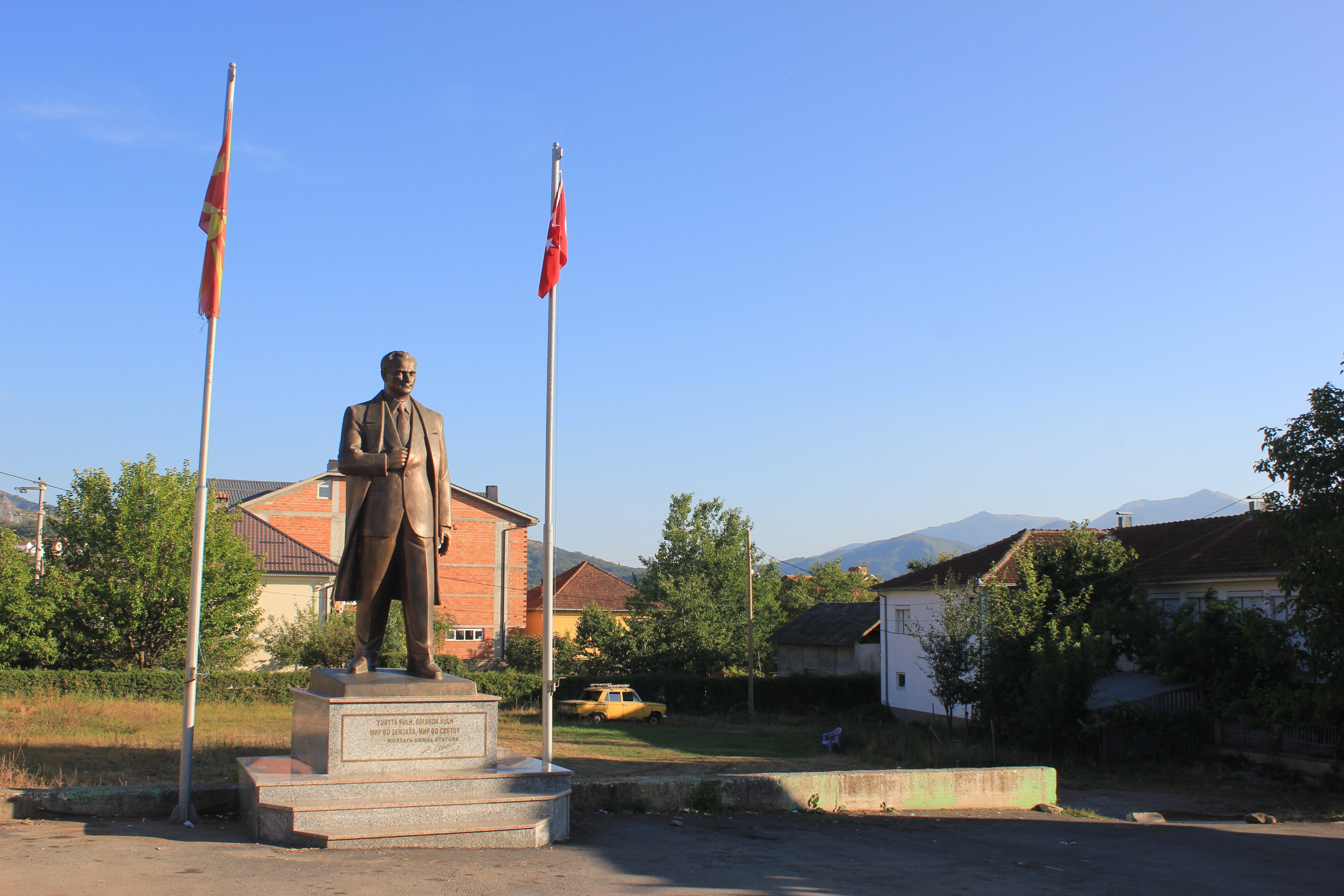
Atatürk-Statue am Hauptplatz von Centar Župa

Centar Župa ist das Zentrum der Mikroregion „Župa“, die sich auf einem Plateau oberhalb des Debar-Stausees in einer Höhe von etwa 750 Metern befindet. Die nächstgelegene Stadt ist Debar nahe der Grenze zu Albanien, mit dem Centar Župa über eine kurvenreiche Straße verbunden ist, die zugleich den einzigen asphaltierten Zugang in die Gemeinde darstellt. Die Berggipfel östlich des Ortes erreichen Höhen von über 2200 Metern.
Zu Župa gehören außer dem Gemeindezentrum auch die Dörfer Papradnik, Balanci, Odžovci, Bajramovci und Žitineni.

## Bevölkerung
Im Jahre 2002 hatte die Gemeinde (Opština) Centar Župa 6519 Einwohner, von denen sich 5226 als Türken, 814 als Mazedonier und 454 als Albaner bezeichneten.
Im Ort Centar Župa selbst lebten demnach genau 800 Menschen, 714 davon bezeichneten sich als Türken, 80 als Mazedonier sowie vier als Albaner.